# Стабек
Стабек (норв. Stabekk) — город в коммуне Берум в Норвегии.

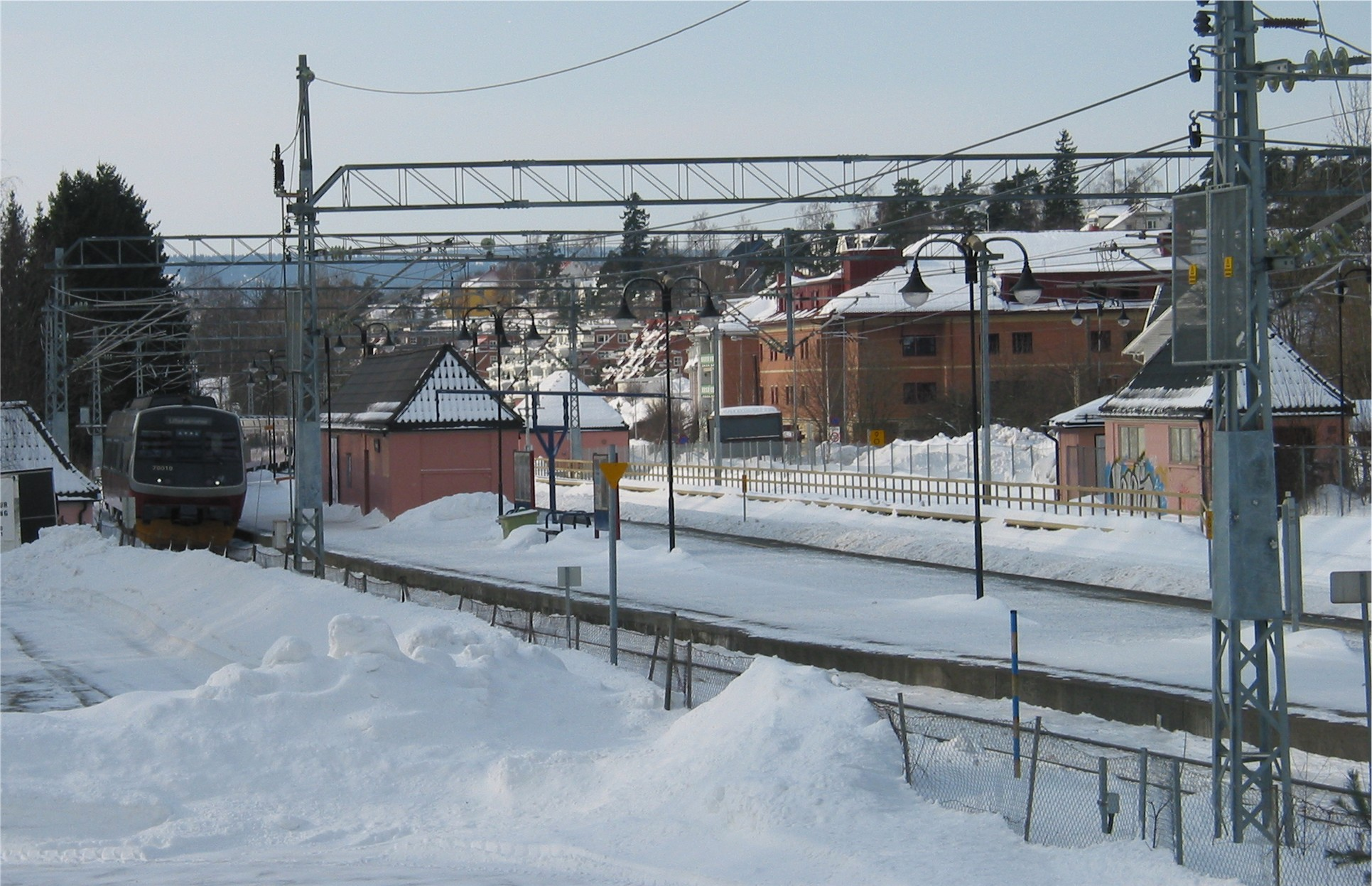
Железнодорожная станция

В истории упоминается с 1398 года. Начал развиваться в 1870-е годы, когда через Стабек была построена железная дорога, связавшая Осло и Драммен (Drammenbanen).
Численность населения в 2005 году составила 6261 человек. Территориально Стабек условно разделён на Верхний и Нижний районы, между которыми находится холм.